# Ashleigh Brewer
Ashleigh Mary Brewer (Brisbane, 9 dicembre 1990) è un'attrice australiana, meglio nota per il ruolo di Kate Ramsay nella soap opera Neighbours e di Ivy Forrester in Beautiful.

## Biografia
Nata a Brisbane nel dicembre 1990 da una preside e un uomo d'affari, Ashleigh Brewer frequenta il Forest Lake College dal 2000, fino al diploma, nel 2008; successivamente si trasferisce a Melbourne, dove cerca lavoro. La scuola anglicana dove sua madre lavora le offrì la possibilità di esibirsi insieme al proprio gruppo di danza.

## Carriera
Inizia la sua carriera televisiva nel 2003 con il ruolo di Alana Banana in 11 episodi nella prima stagione di The Sleepover Club. Nel 2005 appare nella serie televisiva Blue Heelers - Poliziotti con il cuore, mentre nel 2006 interpreta Grace Watsford in H2O. Nel 2008 appare in tre episodi della stessa serie.
Nel 2009, ottiene il ruolo di Kate Ramsay nella soap opera Neighbours. Dal 10 luglio 2014 interpreta il ruolo di Ivy Forrester, nipote di Eric, nella soap opera statunitense Beautiful rimanendo fino al 2018 ritornando nel ruolo nel 2024.

## Filmografia

### Televisione
- The Sleepover Club – serie TV, 14 episodi (2003)
- Blue Heelers - Poliziotti con il cuore (Blue Heelers) – serie TV, episodio 12x42 (2005)
- H2O (H2O: Just Add Water) – serie TV, 4 episodi (2006-2008)
- Neighbours – serie TV, 399 puntate (2009-2014)
- Beautiful – serie TV (2014-2018, 2024-in corso)
- My Dinner with Hervé, regia di Sacha Gervasi – film TV (2018)

## Premi e candidature
- 2010 - Logie Awards
  - Nomination Most Popular New Talent - Female (Neighbours)[5]

## Doppiatrici italiane
Nelle versioni in italiano dei suoi film, Ashleigh Brewer è stata doppiata da:
- Veronica Puccio in The Sleepover Club.
- Micaela Incitti in Beautiful